# Paralisi da zecca
La paralisi da zecca è una delle malattie non infettive trasmesse dalle zecche a uomini o animali. Nelle più diffuse e note infezioni, batteriche protozoiche o virali, in cui la zecca assume il ruolo di vettore dell'agente patogeno, la patogenicità  è indiretta.  Nella paralisi da zecca al contrario è diretta, La malattia è causata da neurotossine prodotte nelle ghiandole salivari di alcune specie di zecche. Mentre resta ancorata all'animale ospite per alimentarsi del suo sangue la zecca può inoculare la tossina che, in dosaggi relativamente bassi, induce nell'uomo o nell'animale una rapida progressiva paralisi flaccida, a volte fatale. Per quanto grave, la tossicosi è facilmente trattabile rimuovendo la zecca.
La paralisi da zecca è considerata la più importante, per quanto riguarda la medicina veterinaria e umana, tossicosi causata dal morso delle zecche.
Molti casi di paralisi da zecca nell'uomo sono stati diagnosticati erratamente confondendola ad esempio con botulismo, miastenia grave, sindrome di Guillain-Barré o con l'encefalopatia di Wernicke. Anche per questa difficoltà nel diagnosticarla, la paralisi da zecca è stata oggetto di varie puntate in serie televisive di argomento medicale.

## Storia
La prima segnalazione della paralisi da zecche si deve probabilmente agli esploratori australiani Hamilton Hume e William Hovell che durante il loro viaggio tra Lake George (Canberra) e Port Phillip (Victoria), nel 1824, descrivevano delle zecche  "che si seppellivano nella carne e che distruggevano uomini o bestie se non rimosse". Vari autori a metà del XIX secolo, in Australia, Sud Africa e Nord America,  descrissero una "paralisi ascendente acuta, causata dal morso di alcune zecche "  in cani, pecore e vitelli; ma fu Bancroft nel 1884 il primo ad attribuire la morte di alcuni cani alle secrezioni salivari delle zecche che li avevano morsi. Quasi contemporaneamente nel 1912 Cleland in Australia,  Todd nella Columbia britannica e Temple in Oregon e Idaho riportarono vari casi, segnalati negli anni precedenti, di paralisi e morte in umani, prevalentemente bambini, morsi da zecche.

## Epidemiologia
La paralisi da zecche è considerata una malattia rara anche se l'effettiva incidenza nell'uomo è sconosciuta.
Come la maggior parte delle malattie trasmesse da zecche, l'incidenza di picco è in primavera e all'inizio dell'estate. La prevalenza massima della paralisi delle zecche è associata all'attività stagionale delle zecche femmine, principalmente in primavera e all'inizio dell'estate, ma in alcune zone le zecche sono attive tutto l'anno. La paralisi delle zecche può verificarsi in tutto il mondo. Il moderno trasporto rapido di persone, animali o materiale vegetale può dar luogo a casi isolati di paralisi da zecche, molto lontani dalla particolare area geografica (o paese) in cui le zecche si trovano naturalmente. Nell'uomo è segnalata più comunemente nei bambini, probabilmente per i maggiori effetti tossici su una massa corporea più piccola. Sembra essere più comune nelle donne, probabilmente perché i capelli più lunghi nascondono la zecca. La segnalazione non è universalmente richiesta e non esistono dati affidabili sull'incidenza e sulla distribuzione.
Negli animali si considera endemica nelle aree dove è alta la densità delle specie di zecche che la possono trasmettere: in Australia e nelle regioni degli Stati Uniti nordoccidentali e del Canada sudoccidentale. In altre parti del mondo si osservano sporadicamente casi di paralisi delle zecche.
Un totale di oltre 60 specie di zecche sono state finora (2018) associate alle tossicosi da zecche. Non tutte sono propriamente classificate come paralisi da zecca e le tossine inoculate non sono chiaramente omologhe. Alcune tossicosi causate dal morso di zecche Argasidae che normalmente prediligono gli uccelli come animale ospite possono produrre sintomi neurologici lievi nell'uomo e molto gravi in animali di piccola taglia. La paralisi da zecche, clinicamente evidente, è stata descritta negli esseri umani, nei cani, nei bovini, nelle pecore, nelle capre, puledri, suini, pollame, vari uccelli e più raramente nei gatti. La specie più nota e pericolosa è la Ixodes holocyclus, della costa orientale dell'Australia, che attacca esseri umani, cani, gatti, volpi e molti animali da allevamento. Negli Stati Uniti e Canada, risulta endemica nei cani la paralisi da zecca causata dal morso della Dermacentor variabilis e della Dermacentor andersoni ma la prevalenza di questa malattia è difficile da valutare. Nelle aree endemiche dove la malattia è molto comune, molti casi, almeno negli animali domestici, di solito non vengono segnalati anche perché la guarigione avviene normalmente dopo poche ore dalla rimozione della zecca.

## Eziopatogenesi
L'ancoraggio prolungato di una zecca a un animale o ad un essere umano può causare la paralisi delle zecche. La intossicazione sistemica segue l'inoculazione di tossine nell'ospite. Si presume che la tossina vada dal sito del morso alla circolazione sistemica e quindi a tutte le aree del corpo. La tossina si trova nella saliva della zecca e viene trasmessa durante il pasto di sangue delle zecche. Le tossine nella saliva delle zecche che possono provocare la paralisi non sono state chiaramente identificate e differiscono tra specie e specie. Alcune tossine prodotte dalle ghiandole salivari di alcune specie di zecche provocano la paralisi solo in specifici animali ospiti. La larva della Argas walkerae provoca la paralisi solo nei polli la  Rhipicephalus evertsi causa la paralisi solo nelle pecore e non causa paralisi nei bovini, porcellini d'India, criceti, topi, conigli o ratti .  Anche lo stadio vitale della zecca che provoca la paralisi da zecche può differire e la paralisi non è causata necessariamente dal morso solo di zecche adulte e gravide come si credeva ma anche da quello di larve o ninfe.  Le tossine hanno natura proteica e sono per lo più miscele di polipeptidi.  Il meccanismo d'azione delle tossine non è stato completamente compreso: le tossine delle specie Dermacentor, molto probabilmente comportano l'interruzione del flusso di sodio attraverso le membrane assonali con conseguente polineuropatia motoria con una limitata partecipazione dei percorsi afferenti. È stata rilevata una marcata riduzione delle velocità massime di conduzione del nervo motorio, una chiara diminuzione dei potenziali di azione dei nervi e dei loro muscoli corrispondenti, una riduzione della propagazione degli impulsi delle fibre afferenti insieme ad un aumento simultaneo dei potenziali di corrente stimolante necessari a suscitare una risposta.  Le neurotossine prodotte dalla Ixodes holocyclus, chiamate da alcuni ricercatori olociclotossine,  agirebbero sui terminali presinaptici del motoneurone inibendo, sopra una certa temperatura, il rilascio di acetilcolina; legandosi ai sinaptosomi nella giunzione neuromuscolare possono produrre segni clinici simili al botulismo. Le tossine della Rhipicephalus evertsi  impedirebbero la conduzione degli impulsi lungo le fibre nervose periferiche (nodi di Ranvier). Le tossine della larva di Argas walkerae   inibirebbero il rilascio di Ca2+ nella vescicola sinaptica desensibilizzando il suo recettore.  Sono state rilevate menomazioni nella sezione del nervo distale o nella sinapsi miurale. Il miocardio e il sistema di conduzione dello stimolo del cuore non sono direttamente interessati dalla paralisi della zecca
Possono esserci significative differenze nella paralisi da zecca correlate al dosaggio della tossina, alla concentrazione di tossine nella saliva, alla diversa espressione di tossine nei diversi stadi di vita della zecca o al tempo ed al sito di alimentazione, alla massa corporea dell'ospite, al bersaglio della tossina o affinità della tossina con il suo recettore.
La paralisi delle zecche colpisce principalmente le vie motorie. I sintomi si sviluppano tipicamente dopo che la zecca è rimasta attaccata per 3-7 giorni e può variare a seconda della specie di zecca.

## Clinica
Segni e decorso della malattia cambiano in funzione della specie della zecca e dell'animale attaccato.
La paralisi da zecche è una condizione rara nell'uomo, facilmente trattabile, che se non viene trattata può portare a una significativa morbilità e morte. La classica presentazione clinica della paralisi delle zecche è lo sviluppo di un'andatura instabile e atassica seguita da una paralisi flaccida acuta, normalmente simmetrica, ascendente. I sintomi iniziano generalmente entro 3 o 5 giorni dall'attacco della zecca Ixodes holocyclus. 2 o 6 giorni di più con le altre specie. Se la zecca continua a nutrirsi, la debolezza sale agli arti superiori nel giro di poche ore, seguita dal coinvolgimento del nervo cranico ed i segni e di solito progrediscono rapidamente nelle successive 24-48 ore . Sintomi e segni includono anoressia, letargia, debolezza muscolare, coordinazione alterata, nistagmo, oftalmoplegia. A causa della somiglianza nella sua manifestazione, la paralisi delle zecche è spesso erroneamente diagnosticata come la sindrome di Guillain-Barré, in particolare il sottotipo di Miller Fisher, dato il suo coinvolgimento nel nervo cranico. Tuttavia, la debolezza osservata nella paralisi da zecche progredisce più rapidamente di quella che si vede generalmente nella Guillain-Barré .
Nei casi gravi, la morte per insufficienza respiratoria e altre complicanze respiratorie può verificarsi pochi giorni dall'insorgenza dei segni.
Negli animali, dove si è potuto studiare molti più casi, la progressione dei segni clinici è più dettagliata. I primi segni possono includere il cambiamento o la perdita della voce (a causa della paresi laringea); incoordinazione degli arti posteriori (presumibilmente dovuta a debolezza e atassia non centrale del sistema nervoso centrale); cambiamento del ritmo, della velocità, della profondità e dello sforzo respiratorio; conati di vomito, grugniti o tosse; rigurgito o vomito; e dilatazione pupillare. Con il progredire della paralisi, l'animale diventa incapace di muovere le zampe posteriori e gli arti anteriori, di stare in piedi, di sedere e infine di sollevare la testa.
Le anomalie della respirazione comprendono soffocamento, ostruzione del tratto respiratorio superiore, broncocostrizione (specialmente osservata precocemente nei gatti), affaticamento progressivo dei muscoli respiratori e aspirazione di contenuti esofagei e / o gastrici (a causa della perdita della funzione faringea e laringea), che porta alla polmonite da aspirazione.

### Diagnosi
La presenza di una zecca in combinazione con l'improvvisa comparsa di debolezza degli arti e/o insufficienza respiratoria è diagnostica.

## Trattamento
Nella maggior parte dei casi la rimozione di tutte le zecche di solito porta a un miglioramento entro 24 ore e al completo recupero entro pochi giorni.
Se le zecche sono  Ixodes holocyclus il miglioramento può ritardare di 24-48 ore.

## Profilassi
Non esistono vaccini per la paralisi da zecca e per la profilassi ambientale o comportamentale valgono le indicazioni poste per tutte la malattie trasmesse dalle zecche.